# Lưu Chí Hàn
Lưu Chí Hàn  (4 tháng 2 năm 1975; giản thể: 刘至翰; phồn thể: 劉至翰; bính âm: Liú Zhìhàn; tiếng Anh: Johnny Liu) là một nam diễn viên Đài Loan, sinh trưởng trong gia đình có truyền thống nghệ thuật, ngay từ nhỏ đã được xem là ngôi sao nhí của màn ảnh Đài Loan. " Scent of a Woman " là bộ phim đầu tiên dọn đường để anh trở thành một ngôi sao. Anh phải cố gắng rất nhiều sau nhiều năm gia nhập làng giải trí, và có một vị trí vững chắc, một diễn viên chuyên nghiệp nổi tiếng với danh hiệu "Ladykiller". Trong năm 2008, Lưu Chí Hàn đã bị ra lệnh cấm xuất hiện trên truyền hình vì đã mở cuộc họp báo để phản đối việc khai thác các quyền của các nghệ sĩ, kêu gọi cho việc bảo vệ lợi ích của nhân viên giải trí Truyền hình. Tuy nhiên, nhờ sự cống hiến ngoan cường của mình và diễn xuất tuyệt vời cuối cùng anh đã được hoạt động nghệ thuật trở lại khi tham gia diễn xuất trong các bộ phim truyền hình của ngành công nghiệp giải trí Đài Loan

.

## Xuất thân gia đình
Gia đình ly dị từ lúc lên ba, Anh phải sống với mẹ và bà ngoại từ nhỏ. Cha đẻ của Lưu Chí Hàn là một diễn viên ngôi sao Lưu Thượng Khiêm, nhưng anh không muốn dựa vào cha mình. Lưu Chí Hàn cho biết, "Cho dù con đường nghệ thuật của tôi có khó khăn đến mấy, dù thành công hay không, tôi cũng cảm thấy mãn nguyện. Xuất thân từ gia đình nghệ thuật, nên ngay từ nhỏ đã đam mê diễn xuất, tham gia nhiều bộ phim, sau đó anh đến Nhật Bản du học về ngành nghiên cứu nghệ thuật biểu diễn. Và cứ thế anh trở thành một ngôi sao một cách tự nhiên.
Nói về bà của mình, sát thủ tuổi teen Đài Loan Lưu Chí Hàn rất khó khăn khi nghĩ đến tuổi thơ ấu đau buồn của anh, và anh thường làm bà lo lắng vì những trò nghịch ngợm của mình,Lưu Chí Hàn cười và nói: "Tôi là đứa trẻ rất nghịch ngợm và luôn làm cho người lớn phiền lòng, và người lo lắng cho tôi nhất là bà ngoại, tôi là người khiến mọi người đau đầu, thường dẫn đầu bọn nhóc trong các trò quậy phá. Bà tôi chỉ đơn giản là người đối đầu với tôi, giọng nói chậm rãi nhưng rất nghiêm khắc, tôi chỉ có thể trả lời một từ duy nhất có." Bà sống nhiều năm ở Hoa Liên, trong tâm trạng buồn, Lưu Chí Hàn nghĩ về bà ngoại vừa khóc và cười nói: "Mối quan hệ giữa tôi và bà ngoại của tôi rất nhiều rắc rối, bà bí ẩn và gần như đều biết suy nghĩ của tôi, bây giờ cuối cùng tôi không thể được chia sẻ với bà ngoại,đó là điều đáng tiếc nhất! "Ngay cả khi ngoại bệnh một thời gian dài, đạo diễn hô diễn cảnh tiếp theo, Anh vẫn còn như một người mất hồn, chưa bình tĩnh lại, và những giọt nước mắt không ngưng lại được.

## Danh sách phim

### Điện ảnh
- 1986 - Tiểu tử Cương Thi[1]
- 1987 - Ha la Cương Thi[1]
- 1988 - Đạo sĩ U huyễn vai Tây Qua Bì[1]
- 1990 - Tân thập nhị sinh tiếu vai Tuần Thành Mã[1]
- 2000 - Thiên công kim[1]
- 2011 - Biên thành sinh tử luyến vai Ô Sa[1]
- 2011 - Xán lạn đinh hương vai Phương Chí Lương (Thẩm Đại Kiều)[1]
- 2011 - Mai phục vai Hồng Triết[1]
- 2012- Vi quang thiểm lượng đệ nhất cá thanh thần[1]
- 2013- Tay trong tay

### Truyền hình
| Năm  | Đài sản xuất          | Phim                               | Vai diễn         |
| ---- | --------------------- | ---------------------------------- | ---------------- |
| 1999 | Trung thị             | Thân thân nhĩ thị ngã đích bảo bối | Đàm Đại Trị      |
| 2000 | Hoa thị               | Cát Tường Như Ý niên niên niên lai | Lý Như Ý         |
| 2000 | Hoa thị               | Nữ sinh hướng tiền tẩu             | Quản Hạo Trung   |
| 2001 | Hoa thị               | Truy phu tam nhân hành             | Vương Thế Hàng   |
| 2001 | Đài thị               | Cảm ưng phách đuơng U-Touch        | Chu Thác         |
| 2001 | SET Taiwan            | Quế Hoa Hạng                       | Tân Thụy Vũ      |
| 2002 | Dân thị               | Siêu nhân khí học viên             | Tôn Đạt Vĩ       |
| 2002 | Dân thị               | Ái tình phong vị ốc                | Hạ Thiên         |
| 2002 | Hoa thị               | Ái thượng tổng kinh lý             | Lưu Bác Cường    |
| 2003 | Kênh Vệ thị Trung văn | Đệ 8 hiệu đương phô                | Lý Bình          |
| 2003 | Đài thị               | Tái kiến a lang                    | Trịnh Tông Thắng |
| 2003 | Tam lập đô hội đài    | Thiên kim bách phân bách           | Chủ Trì Nhân     |
| 2003 | Công thị              | Gia                                | Lâm Thông Mẫn    |
| 2004 | Công thị              | Nhất dạng đích nguyệt quang        | Lâm Chí Hoành    |
| 2004 | Dân thị               | Ý nam vong                         | Lâm Đại Trung    |
| 2006 | Tam lập đô hội đài    | Vi tiếu PASTA                      | Bạch Tổng Giám   |
| 2006 | Đài thị               | Thần cơ diệu toán Lưu Bá Ôn        | Lý Kỳ            |
| 2007 | Dân thị               | Ái                                 | Dương Chính Kiệt |
| 2007 | SET Taiwan            | Khát vọng đỉnh cao                 | Hà Hướng Đông    |
| 2007 | Kênh Vệ thị Trung văn | Hoàn quân minh châu                | Tần Thiên Hoành  |
| 2009 | Hoa thị               | Khai Phong hữu cá Bao Thanh Thiên  | Lưu Thanh Vân    |
| 2009 | SET Taiwan            | Tấm lòng cha mẹ                    | Trần Chí Huy     |
| 2011 | SET Taiwan            | Tay trong tay                      | Lý Khánh Hồng    |
| 2012 | Đài thị               | Đông hoa xuân lý phát sảnh         | Trần Tiểu Hoa    |
| 2015 | Beijing Media Network | Tuyệt lộ phùng sinh                | Châu Cửu         |
| 2015 | SET Taiwan            | Thế gian tình                      | Lộc Minh Luân    |
| 2016 | Da Ai Television      | A Yến                              | Lại Nam Sơn      |
| 2019 | SET Taiwan            | Tiếng pháo vu quy                  | Lý Kiến Hoa      |
| 2020 | Da Ai Television      | Đại lâm học hiệu                   | Vương Gia Hào    |
| 2020 | Đài hý kịch Đông Sâm  | Tỷ muội môn truy ba                | Kiến Đông Huy    |
| 2022 | Formosa TV            | Thị tỉnh hào môn                   |                  |

## MV đã đóng
- 2000: Trịnh Tú Văn trong "Trầm mặc"
- 2005: Vương Thức Hiền trong "Một đời có anh làm bạn"